# TSR Martenowska
TSR Martenowska – telewizyjna stacja retransmisyjna z wieżą o wysokości 70 m, znajdująca się w Starachowicach, przy ulicy Martenowskiej. Właścicielem obiektu jest Emitel sp. z o.o.
17 czerwca 2013 została zakończona emisja programów telewizji analogowej. Tego samego dnia rozpoczęto nadawanie sygnału trzeciego multipleksu w ramach naziemnej telewizji cyfrowej.

## Parametry
- Wysokość posadowienia podpory anteny: 258 m n.p.m.[3]
- Wysokość zawieszenia systemów antenowych: Radio: 53, TV: 75 m n.p.t.[3]

## Transmitowane programy

### Programy telewizyjne – cyfrowe
| Nazwa multipleksu | Częstotliwość | Kanał | Moc promieniowana nadajnika | Polaryzacja | Kompresja wizji |
| ----------------- | ------------- | ----- | --------------------------- | ----------- | --------------- |
| MUX 3             | 682,00 MHz    | 47    | 0,055 kW                    | pozioma     | MPEG-4          |

## Nienadawane analogowe programy telewizyjne
| LP | Program | Właściciel            | Częstotliwość | Kanał | Moc nadajnika | Polaryzacja | Data wyłączenia nadajnika |
| -- | ------- | --------------------- | ------------- | ----- | ------------- | ----------- | ------------------------- |
| 1  | TVP1    | Telewizja Polska S.A. | 695,25 MHz    | 49    | 0,1 kW        | pozioma     | 17 czerwca 2013           |
| 2  | TVP2    | Telewizja Polska S.A. | 631,25 MHz    | 41    | 0,1 kW        | pozioma     | 17 czerwca 2013           |